# Saalehänge bei Dobis

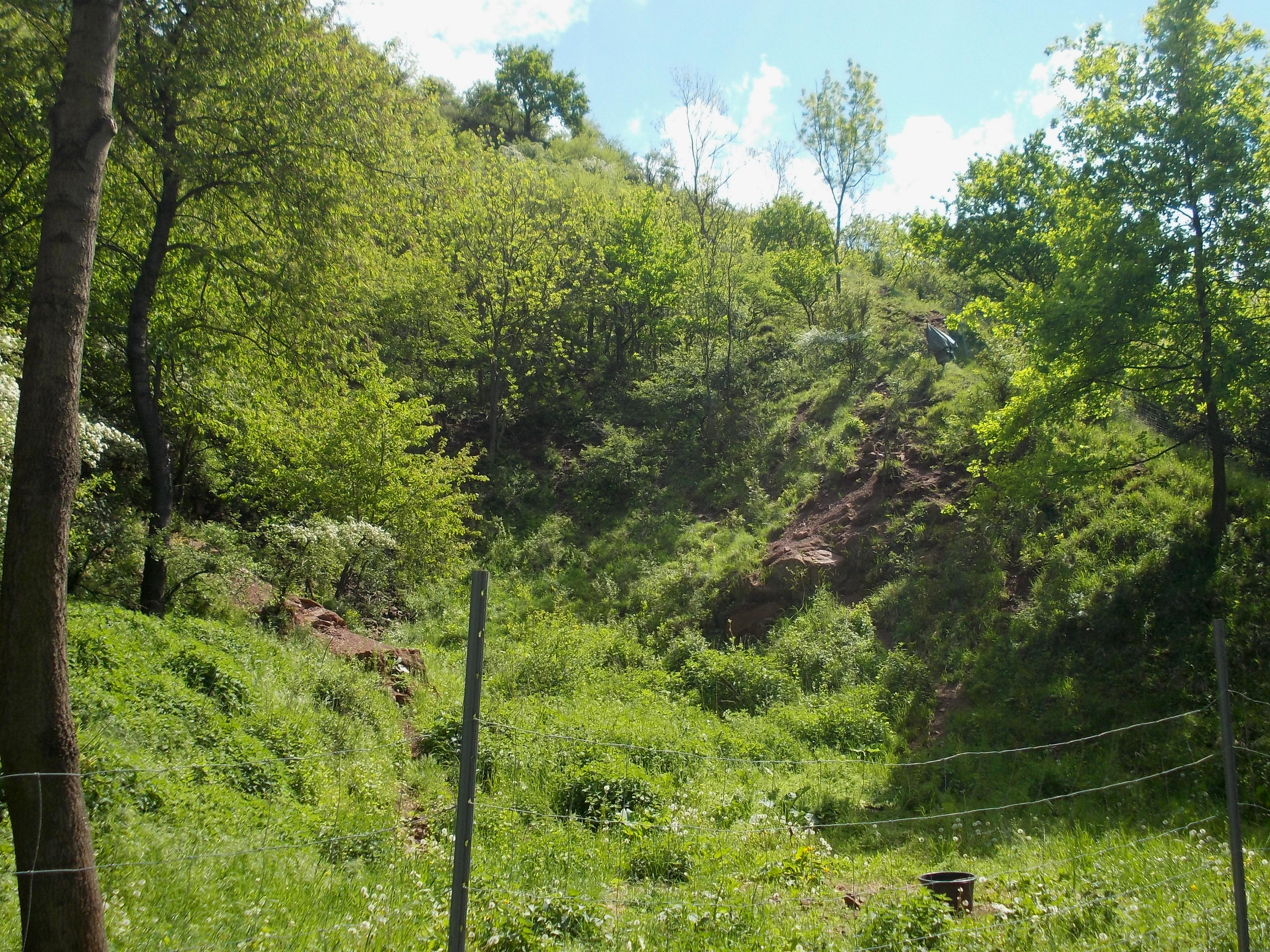
Aufgelassener Steinbruch im Naturschutzgebiet

Die Saalehänge bei Dobis sind ein Naturschutzgebiet in der Stadt Wettin-Löbejün im Saalekreis in Sachsen-Anhalt.
Das Naturschutzgebiet mit dem Kennzeichen NSG 0113 ist 15,04 Hektar groß. Es ist nahezu vollständig Bestandteil des FFH-Gebietes „Saaledurchbruch bei Rothenburg“. Im Westen grenzt es an das Naturschutzgebiet „Saaledurchbruch bei Rothenburg“, nach Osten schließt sich das Landschaftsschutzgebiet „Saale“ an. Das Gebiet steht seit 1967 unter Schutz (Datum der Verordnung: 11. September 1967). Zuständige untere Naturschutzbehörde ist der Saalekreis.
Das Naturschutzgebiet liegt im Naturpark Unteres Saaletal südlich des Ortsteils Rothenburg und nordwestlich des Ortsteils Dobis der Stadt Wettin-Löbejün. Es stellt einen nach Westen bzw. Südwesten exponierten, über 70 Meter hohen Steilhang mit Felsfluren, Felspodestfluren, Trockenrasen, Trockengebüschen und Heiden am rechten Ufer im Durchbruchstal der Saale unter Schutz. In das Naturschutzgebiet ist ein kleiner Steinbruch einbezogen.
Im Naturschutzgebiet sind u. a. Echtes Federgras, Haarpfriemengras, Zottiger Spitzkiel und Gewöhnliche Kuhschelle zu finden. Auf Vorsprüngen siedeln Schwingel-Federgrasgesellschaften mit Sandfingerkraut, Rispenflockenblume, Bleichem Schöterich, Blaugrünem Labkraut, Wiesensalbei und Astloser Graslilie. Insbesondere in Runsen und Mulden siedeln Sträucher, darunter sehr alte Zwergmispeln. Stellenweise wurden Robinien angepflanzt, die sich auf die Offenflächen ausbreiten. Weitere Arten, die sich auf die Offenflächen ausbreiten, sind Steinweichsel, Gewöhnliche Berberitze sowie verschiedene Hundsrosen und Weißdorne. Rund 6,42 Hektar des Naturschutzgebietes werden zur Pflege und zum Zurückdrängen der Gebüsche mit Ziegen beweidet.
Das Naturschutzgebiet ist Lebensraum zahlreicher Vögel. So sind hier u. a. Wendehals, Neuntöter, Nachtigall und Steinschmätzer heimisch. Die trockenen Standorte bieten einer artenreichen Insektenfauna Lebensraum, darunter die Schmetterlinge Malvendickkopffalter, Gelber Steppengraszünsler und verschiedene Federmotten, sowie Lauf- und Prachtkäfer (Glänzender Blütenprachtkäfer).
Nach Osten schließen sich auf den Plateauflächen landwirtschaftliche Nutzflächen an das Naturschutzgebiet an.